# Ectomycorhize

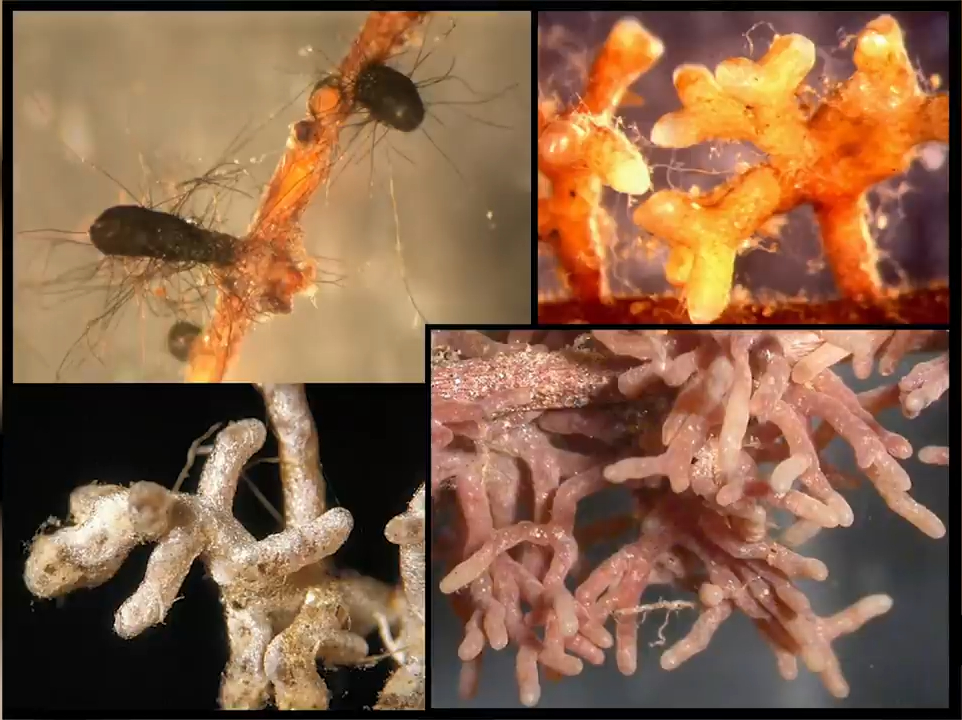
Différents types d'ectomycorhizes en manchon sur des racines d'arbres.

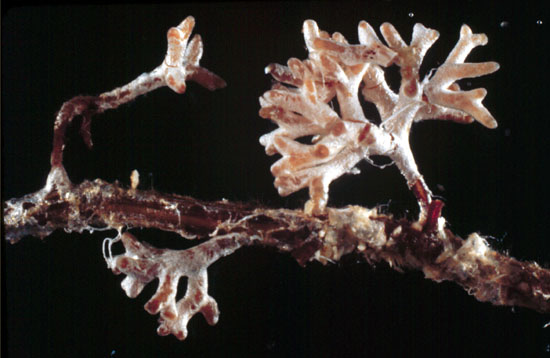
Racines de Pin (Pinus radiata) recouvertes par les hyphes d'une Amanite tue-mouche formant ainsi des ectomycorhyzes.

Les ectomycorhizes sont une forme de symbiose mycorhizienne entre des champignons ascomycètes dont les truffes et surtout basidiomycètes dont les Bolets, les Amanites et les Russules et environ 10 % des espèces végétales vasculaires, essentiellement des arbres de l'hémisphère nord. 
Dans cette association, le champignon forme un manchon cotonneux bien visible et souvent coloré autour de la racine. Il rentre légèrement à l'intérieur des premières cellules pour y former un réseau dense. En sa présence, la plante répond par la production de racines secondaires, ce qui augmente la surface de contact. Les deux partenaires s'échangent des nutriments : la plante reçoit de l'eau et des sels minéraux ; le champignon reçoit des sucres, des lipides et des vitamines.

## Contexte évolutif
Au Dévonien, il y a 380 millions d'années, la lignine fait son apparition, permettant à certaines espèces végétales en possédant d'atteindre de grandes tailles. En se décomposant, les tissus de ces végétaux produisirent d'importantes quantités de déchets ligneux.
À peu près à la même époque, les basidiomycètes et les ascomycètes, champignons capables de décomposer la lignine, divergent des gloméromycètes, qui forment déjà des mycorhizes arbusculaires. Les espèces végétales qui ont évolué de manière à former une symbiose avec les champignons décomposeurs de lignine, ont ainsi pu coloniser des substrats peu favorables aux mycorhizes arbusculaires, c'est-à-dire des substrats dont la richesse en phénols et en tannins permet l'accumulation de matière organique en préservant cette dernière des bactéries. De plus, grâce à leur capacité à altérer les minéraux, les champignons ectomycorhiziens ont permis la colonisation de certaines assises rocheuses.
Il semble que l'apparition des ectomycorhizes se soit faite indépendamment à plusieurs reprises au fil du temps.

## Espèces de mycètes concernés

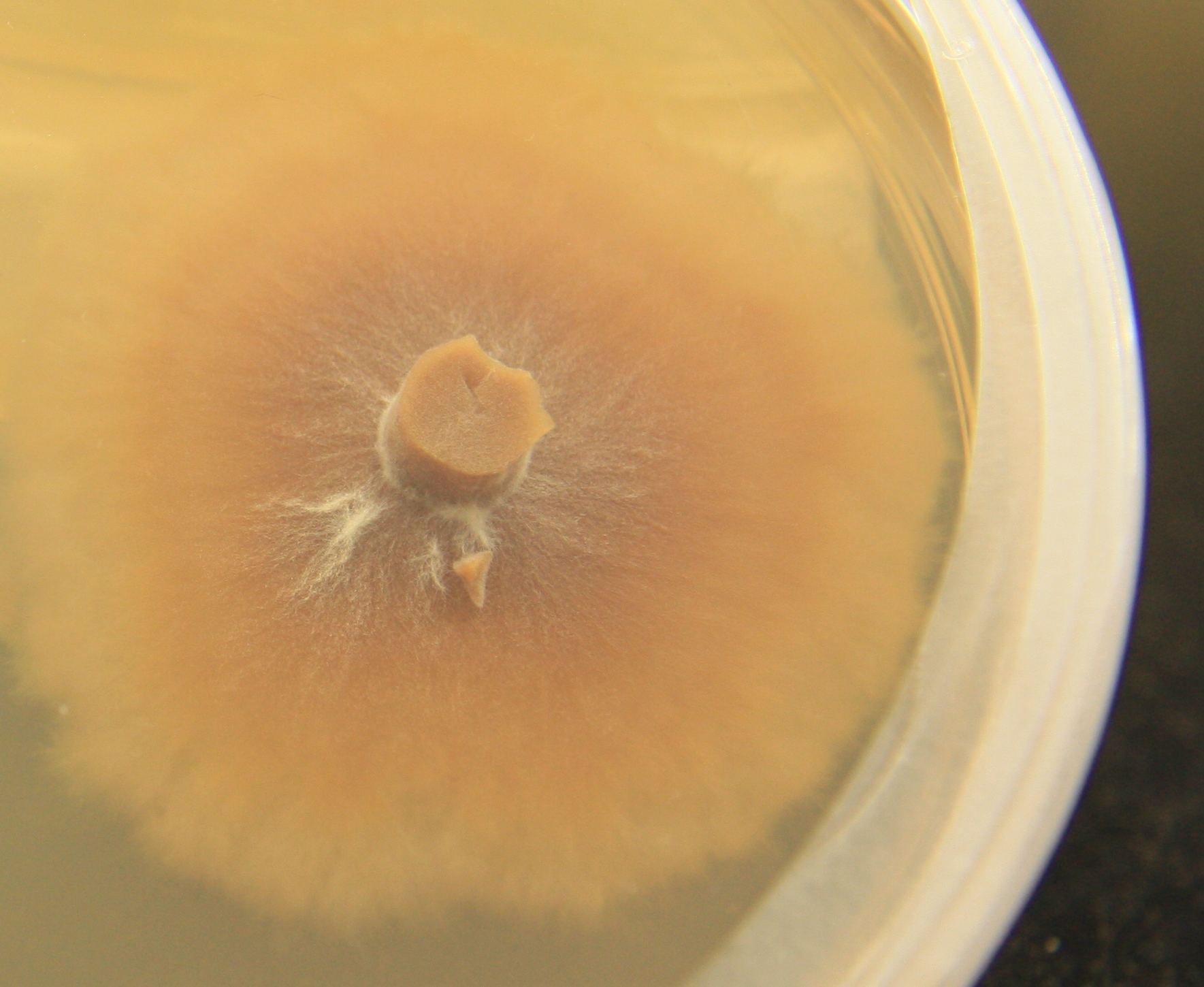
Lactaire délicieux (Lactarius deliciosus), champignon ectomycorhizien, en culture dans une boîte de Petri.

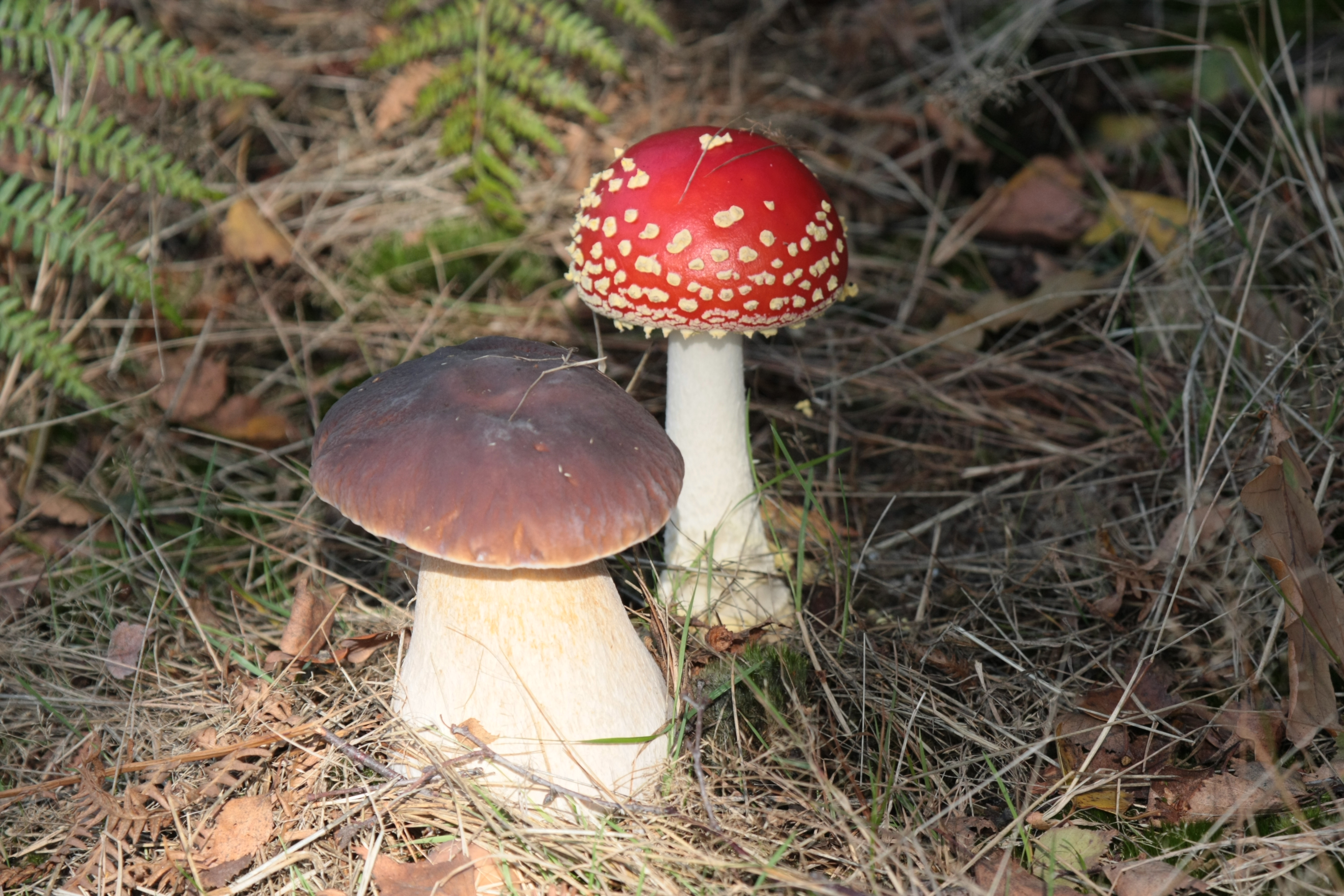
À gauche, un bolet (Boletus edulis) et, à droite, une amanite tue-mouches (Amanita muscaria), deux espèces de basidiomycètes formant des ectomycorhizes.

La majorité des espèces de champignons faisant des associations ectomycorhiziennes font partie de la division des basidiomycètes, mais on en trouve aussi plusieurs parmi les ascomycètes, et quelques-unes parmi les zygomycètes. Malgré le fait que les mycorhizes arbusculaires soient la forme la plus répandue de symbiose mycorhizienne, le nombre d'espèces de champignons concernés demeure restreint (environ 200) par rapport au nombre d'espèces de champignons ectomycorhiziens, qui s'élève, selon certains auteurs, à des dizaines de milliers, réparties dans quelques centaines de genres,. Le nombre exact demeure cependant difficile à mesurer, donc largement incertain,.
Contrairement aux champignons arbusculaires, que l'on n'a pas encore réussi à mettre en culture axénique, certaines espèces de champignons ectomycorhiziens s'avèrent faciles à cultiver. C'est notamment le cas des bolets, des amanites et des lactaires. D'autres espèces comme les truffes et les laccaires sont plus difficiles à cultiver, alors que d'autres demeurent impossible de culture.

## Espèces végétales concernées

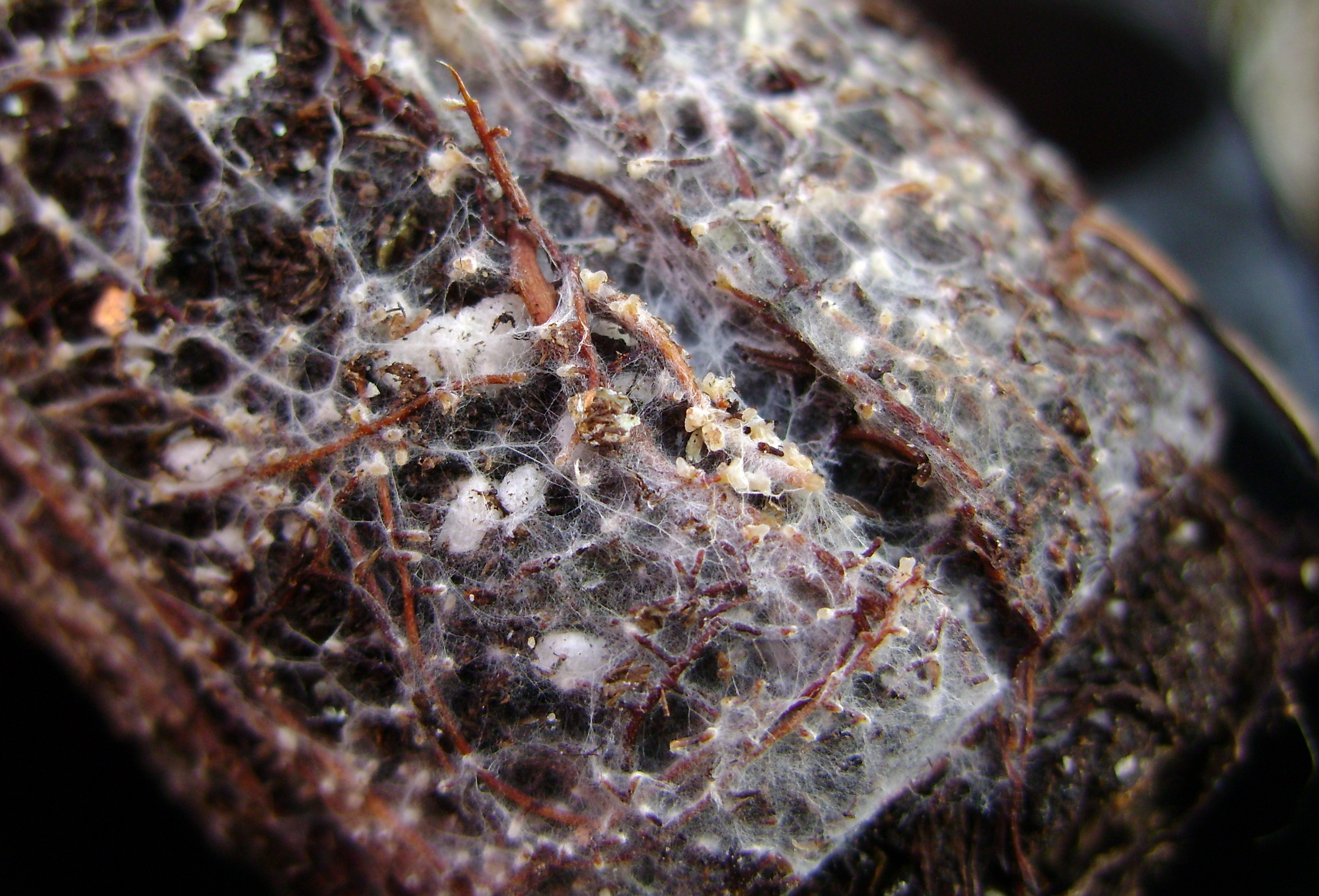
En blanc, le mycélium de champignons ectomycorhizens associés aux racines (brunes) d'une Épinette blanche (Picea glauca).

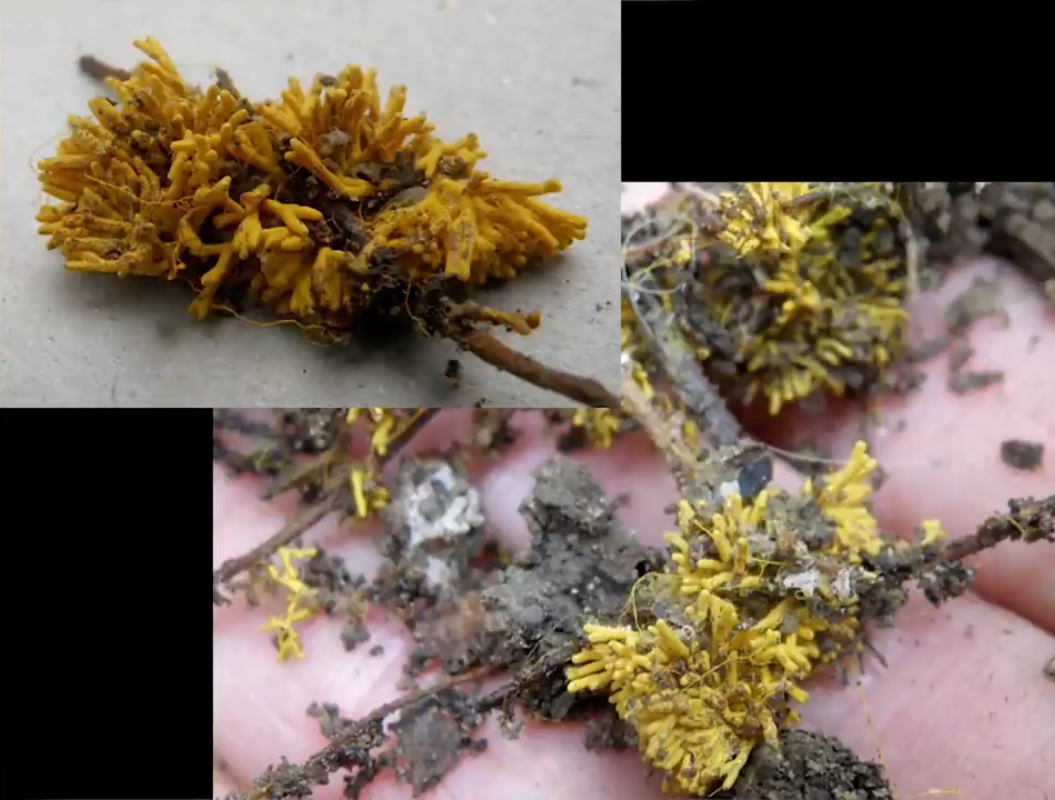
Ectomycorhizes jaunes d'une espèce de Scleroderma sur les racines d'un Pin (Chine).

La plupart des espèces végétales dont les racines forment des associations ectomycorhiziennes sont des plantes ligneuses, principalement des arbres et des arbustes gymnospermes et angiospermes vivant sur des sols assez pauvres et acides, où la minéralisation est lente. 80 % des associations mycorhiziennes correspondent à des endomycorhizes à arbuscules entre les plantes non ligneuses de l'hémisphère nord et la plupart des plantes des Tropiques et le groupe de champignon des Gloméromycètes, les ectomycorhizes ne représentant que 2 % des espèces végétales (on en dénombre environ 8 000), mais constituent 60 % de tous les arbres de la planète, ce qui montre leur succès évolutif,. La plupart d'entre elles sont réparties parmi les Pinacées, les Araucariacées, les Cupressacées, les Gnétacées, les Polygonacées, les Nyctaginacées, les Myrtacées, les Salicacées, les Fabacées, les Fagales et les Malvales. 
Ces associations ectomycorhiziennes sont des convergences évolutives apparues de nombreuses fois au cours de l'évolution. Chez une partie des angiospermes vrais, les Rosidées, ce trait montre au moins 16 origines indépendantes, impliquant notamment les gènes liés au remodelage de la paroi cellulaire. Ces associations seraient pour la plupart apparues lors de la Grande Coupure Éocène-Oligocène, caractérisée par un refroidissement climatique qui met en place les climats tempérés et boréaux actuels. Sous ces climats, l'altération et la minéralisation sont ralenties par les variations climatiques annuelles, ce qui crée des sols où les éléments biogènes sont piégés sous forme organique et minérale insoluble, favorisant ainsi ces types mycorhiziens.

## Caractéristiques physionomiques

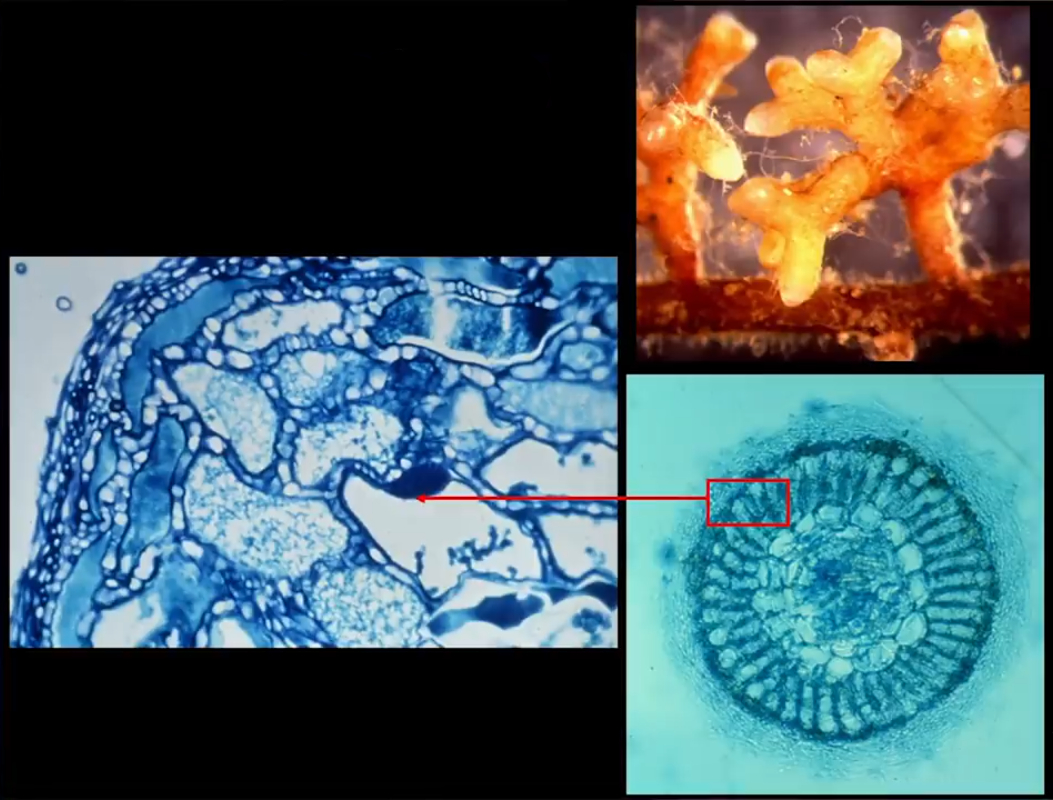
Ectomycorhizes d'un Lactaire délicieux sur les racines d'un Pin. Sur ces coupes transversales, est visible le feutrage des hyphes du champignon qui entourent la racine et pénètrent dans ses cellules corticales.

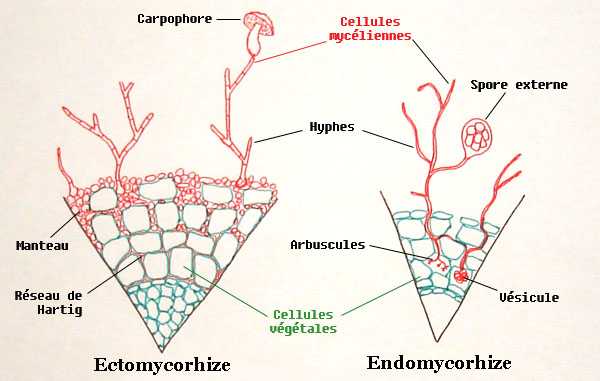
Les deux principaux types de mycorhizes: les endomycorhizes et les ectomycorhizes dont voici des vues en coupe très schématiques.

Comme l'indique son nom, la symbiose ectomycorhizienne ne présente pas de mycélium à l'intérieur des cellules des racines du végétal. Les hyphes du champignon forment plutôt le manchon, ou manteau, autour des radicelles et pénètrent entre les cellules du cortex de ces dernières pour former le réseau de Hartig. Ce réseau constitue le lieu d'échanges entre la plante, qui fournit du carbone organique, et le champignon, qui fournit divers nutriments tels l'azote et le phosphore,.
Au contraire des hyphes des champignons arbusculaires, qui sont des siphons cénocytiques (cytoplasme commun à de nombreux noyaux cellulaires n'étant pas séparés), les hyphes des champignons ectomycorhiziens sont cloisonnés. Cette caractéristique offre des avantages dont il est question plus bas, dans la section Caractéristiques physiologiques.
Les racines ectomycorhizées sont morphologiquement différentes des racines non-ectomycorhizées. Premièrement, la production de poils absorbants est inhibée. L'efficacité de ces structures est largement dépassée par celle du mycélium extraracinaire. Deuxièmement, le cortex s'hypertrophie, ce qui augmente l'espace disponible au réseau de Hartig. Troisièmement, comme cela est visible sur la photo ci-contre, les racines se ramifient davantage et leur croissance en longueur est moindre.

## Écologie
La nature et composition du sol influent sur la mycorhization, qui peut aussi contribuer à la mobilisation et à des transferts horizontaux et verticaux de radionucléides (dont césium-137 des retombées de Tchernobyl).
Alors que les endomycorhizes améliorent le prélèvement dans le milieu extérieur des nutriments minéraux qu'elles apportent à leur partenaire, les ectomycorhizes sont capables de mobiliser et de transférer vers la plante hôte les nutriments (carbone, mais aussi azote, notamment celui de la chitine, les ectomycorhizes participant à la décomposition de la nécromasse fongique et de leur paroi cellulaire) piégés dans la matière organique du sol (en) en utilisant principalement des mécanismes oxydatifs (par voie enzymatique telle que la manganèse peroxydase, ou non enzymatique telle que la réaction de Fenton),. Elle accélèrent la photosynthèse en réponse à l’augmentation des concentrations de CO2 atmosphérique lorsque l’azote du sol est un facteur limitant, augmentant l'entrée de carbone dans les écosystèmes. Elles inhibent la respiration dans les sols par les micro-organismes décomposeurs, réduisant la sortie de carbone des écosystèmes. Enfin, la litière des arbres ectomycorhizés se décompose lentement du fait de la présence de composés secondaires inhibant la dégradation de la matière organique, ce qui contribue à séquestrer du carbone dans le sol. Ces symbioses ectomycorhiziennes jouent donc un rôle clé dans la régulation du climat.

## Caractéristiques physiologiques

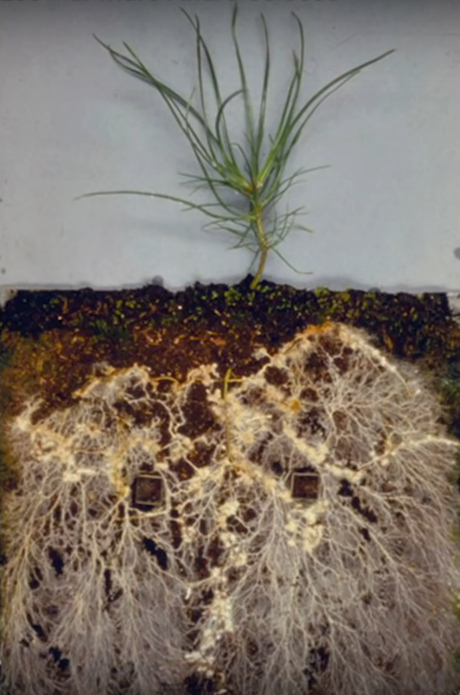
Système racinaire (en jaune, peu visible) d'un jeune plant de Pin, ses ectomycorhizes (taches blanches) et le mycélium du champignon (réseau blanc).

Les ectomycorhizes remplissent plusieurs fonctions au sein des racines, et sont pour ces raisons primordiales dans de nombreux écosystèmes.
En sécrétant toute une gamme de composés, la matrice extraracinaire des champignons ectomycorhiziens modifient les caractéristiques physicochimiques dans la région du sol nommée ectomycorhizosphère. Ces modifications influencent notamment l'absorption des nutriments et la résistance aux pathogènes. Les effets sur la plante peuvent aussi être indirects. En effet, certaines mycorhizes jouent un rôle sélectif dans la composition de la flore rhizosphérienne, c'est-à-dire les micro-organismes vivant dans la zone d'influence de la racine,. Ces micro-organismes peuvent jouer certains rôles, comme contribuer à la dissolution de la roche par la sécrétion d'acides organiques.

### Absorption des nutriments
Les champignons ectomycorhiziens sont capables de dégrader directement la matière organique pour en tirer de l'azote sous forme d'acides aminés. Cela est possible grâce à la sécrétion de diverses enzymes ayant des cibles précises. Par exemple, les glycosidases contribuent à l'hydrolyse de la cellulose et de l'hémicellulose, les phosphatases acides contribuent à la dégradation de composés renfermant du phosphore et la chitinase contribue à l'hydrolyse de la chitine.
Les ectomycorhizes jouent aussi un rôle majeur dans l'absorption de minéraux comme le phosphore et le potassium. Il a été démontré que des champignons ectomycorhiziens arrivent à dissoudre la roche pour en extraire les minéraux et les rendre accessibles aux racines. En sécrétant des acides organiques comme l'acide oxalique, l'acide citrique et l'acide succinique, il serait possible à plusieurs espèces de champignons ectomycorhiziens de solubiliser des minéraux à partir du quartz, de l'apatite, de la biotite et du feldspath, notamment.

### Apport en eau
Dans les forêts, les hyphes des champignons ectomycorhiziens forment un imposant réseau reliant ensemble plusieurs arbres. Non seulement ce réseau, extrêmement ramifié, possède-t-il un important rapport surface-volume, mais il permet des échanges entre les individus. L'eau peut ainsi voyager des régions du sols humides aux régions sèches pour être absorbée par les plantes mycorhizées s'y trouvant.
De plus, et c'est aussi le cas avec les endomycorhizes, la fermeture des stomates est plus rapides chez les plantes mycorhizées,, ce qui permet une meilleure résistance aux stress hydriques.

### Résistance aux stress environnementaux
Plusieurs espèces végétales formant des ectomycorhizes vivent dans des sols acides peu favorables au développement de racines non-mycorhizées. En effet, à un pH acide, l'aluminium, le fer et le manganèse, peuvent devenir très solubles et s'avérer toxiques aux végétaux. Il a été démontré que certains champignons ectomycorhiziens sécrètent des sidérophores (acides hydroxamiques: ferricrocine,,, ferrichrome, et catécholates). Ces molécules ont la capacité de chélater certains métaux, dont les trois mentionnés plus haut, c'est-à-dire le fer, l'aluminium,, et le manganèse. Non seulement cette séquestration protégerait-elle  les plantes ectomycorhizées d'une intoxication par ces métaux, mais elle empêcherait également le lessivage de ces derniers,. Cela est important puisque le fer et le manganèse sont des éléments essentiels à la croissance des végétaux.

## Classification morphologique
Voiry, de la Station de Recherches sur les Sols Forestiers et la Fertilisation (C.N.R.F) de Champenoux a en 1981 a proposé une classification morphologique des ectomycorhizes (pour le chêne et le hêtre dans son cas) en trois types, qui semblent correspondre à des groupes d'espèces et qui pourrait avoir des importances trophiques différentes.

## Distribution

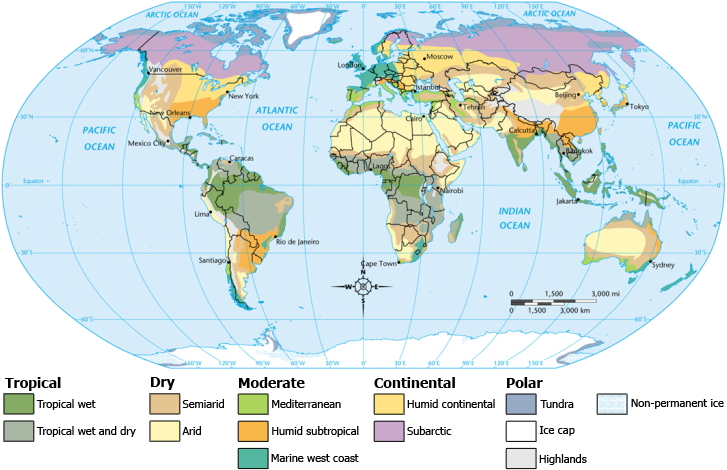
Les principales zones climatiques de la Terre

Les ectomycorhizes sont présentes sur tous les continents, principalement dans l'hémisphère nord dans les zones climatiques subarctiques, tempérées et méditerranéennes, au sein des forêts boréales et mixtes, Mais il se trouve aussi, çà et là, des associations ectomycorhiziennes sous les tropiques Sud-américaines et africaines. 
Il apparaît que les conditions édaphiques sont un facteur important pour la distribution des champignons ectomycorhiziens, en plus du climat,,,.